# Máximo Damián Huamaní
Máximo Damián Huamaní (San Diego de Ishua, Perú, 20 de diciembre de 1936 - Lima, Perú, 12 de febrero de 2015) fue un violinista peruano, cultivador de la música andina tradicional, específicamente del departamento de Ayacucho. Se hizo célebre por su amistad con el escritor José María Arguedas quien en su testamento pidió que interpretara su arte durante sus funerales. El escritor le dedicó también su obra póstuma: El zorro de arriba y el zorro de abajo. Viajó por diversos países de América, Asia y Europa, interpretando su arte. Estuvo casado con Isabel Asto, cantante a quien acompañaba con su violín.

## Biografía
Hijo de Justiniano Damián y Toribia Huamaní, una familia campesina y quechuahablante del pueblo de San Diego de Ishua, distrito de Aucara, provincia de Lucanas, departamento de Ayacucho. Su padre era un maestro violinista que viajaba de pueblo en pueblo ejerciendo su arte, mientras que Máximo, aún niño, se quedaba en casa con su madre a quien ayudaba en las labores cotidianas del campo. No pudo culminar la educación primaria.
Desde temprana edad Máximo se sintió atraído por el arte de tocar el violín pero su padre no quería que aprendiera ello pues según él era un oficio ligado a “borracherías” y deseaba un mejor futuro para su hijo. Pese a ello, Máximo persistió y en una oportunidad, aprovechando una prolongada ausencia paterna, invitó a su casa a los discípulos de su padre para que le enseñaran a tocar el violín. Cuando retornó su padre, éste ya no se opuso y más bien empezó a orientarle y a llevarle consigo en sus giras. A los 13 años Máximo debutó animando una fiesta. Su talento precoz hizo que obtuviera sus primeros contratos.
A los 14 años un percance lo obligó a abandonar su pueblo: un día, mientras pastaba el ganado en el campo, se descuidó y los animales invadieron su chacra causando destrozos. Temeroso del castigo paterno, aceptó acompañar a un tío suyo a Lima, a pesar de que nunca le atrajo la vida en la ciudad. Tras despedirse tristemente de su madre bajó a Nasca y de allí pasó a la capital del Perú, donde empezó a ganarse la vida trabajando como empleado doméstico, para posteriormente ser obrero. Era el año 1950. Un año después su tío le trajo su violín, y desde entonces todos los domingos iba a visitar a sus paisanos para quienes interpretaba su arte musical.
Fue así como fue ganando respeto, admiración y popularidad entre los inmigrantes andinos de la capital, al punto de llamar la atención al escritor José María Arguedas, quien además de literato y etnólogo fue un gran estudioso y difusor del folclore andino. Cuenta Máximo que un día un “señor blancón y de bigote” fue a buscarle en la habitación donde vivía en el distrito de Pueblo Libre. Era Arguedas, quien en quechua le preguntó: «¿Tú eres Máximo Damián? Vengo a contratarte. Quiero que vayas a tocar en Artesanía».
Desde entonces, el escritor invitó a Máximo a tocar en fiestas y celebraciones costumbristas y a asistir a las conferencias sobre cultura andina. El violinista trajo de la sierra a unos danzantes de tijeras y todos juntos trabajaron entonces con el apoyo del escritor. En 1954 viajó a Chile acompañando a Arguedas y realizando presentaciones. Al año siguiente viajó por intermedio de la Casa de la Cultura a ofrecer recitales en Caracas y en 1962 lo hizo en Porto Alegre (Brasil) y Loja (Ecuador).
Poco antes de suicidarse, Arguedas acordó visitar a Máximo, quien le esperó a la hora del almuerzo con la comida favorita del escritor: sopa y papa sancochada con queso. Pero el escritor nunca llegó. Máximo cuenta que la noche anterior soñó que veía entrar a Arguedas en su cuarto, poniendo su saco al hombro. A la mañana siguiente, cuando fue a comprar el pan, leyó en un periódico un titular impactante: «José María Arguedas se ha suicidado». Entonces fue al hospital donde agonizaba el escritor, que ya no pudo reconocerlo; dos días después fallecía (2 de diciembre de 1969). Arguedas había dispuesto en uno de sus diarios la manera en que debían realizarse sus funerales, y cumpliendo sus deseos, Máximo Damián acompañó el cortejo fúnebre tocando la música más sentida de su vida, junto con los músicos Jaime Guardia, Alejandro Vivanco y los hermanos Chiara, mientras que dos danzantes de tijeras iban bailando junto al ataúd; la interpretación, compuesta por Damián, se titulaba la “Agonía” de la “Danza de las Tijeras”.
Desde 1975 es maestro de música en la Escuela Nacional de Folclor. En 1992 realizó giras por Alemania, Suiza, Francia, Inglaterra, con motivo de los 500 años del descubrimiento de América. Posteriormente se ha presentado en Dinamarca y Holanda (1994), así como en Nueva York, en el Lincoln Center (2000). También realizó una gira por varias ciudades del Japón en el 2000.
El 18 de enero del 2011, durante la celebración del centenario de nacimiento de Arguedas en el hemiciclo “Raúl Porras Barrenechea” del Congreso de la República del Perú, abrió los actos interpretando el tema preferido del escritor: «Onchuchukucha».
A través del tiempo Máximo Damián ha mantenido el sonido tradicional de la música costumbrista ayacuchana, cumpliendo así uno de los deseos de su entrañable amigo José María Arguedas.
Ha recibido como reconocimientos la Medalla Kuntur del Instituto Nacional de Cultura (1995) y una condecoración de la Universidad Nacional de Ingeniería «por su valiosa contribución al folclor nacional».
El 11 de febrero de 2015 fue internado de urgencia en el Hospital Nacional Edgardo Rebagliati Martinsde Lima, debido a la diabetes que sufría. Al día siguiente el centro hospitalario emitió un comunicando en el que señaló que "a las 2:24 p.m. el paciente Máximo Damián Huamaní (79), reconocido violinista peruano falleció (...) a pesar de los esfuerzos médicos realizados desde su ingreso a este centro asistencial". 

## Obras
Ha compuesto:
- Manzana pukay pukacha
- Agonía
- Chinka chinkacha jora
- Retama
- Toril
- Jaca takay
- Salud chimaycha

Entre su producción discográfica destaca: Máximo Damián. El violín de Ishua (París, 1992).

## Filmografía
- 1977 - El Violinista(Documental Dirigido por Marianne Eyde)
- 1979 - El Perú y su Música (Documental Frances Basado sobre la Vivencias y Músicos Peruanos)
- 1982 - Lima Vision (Corto auspicido por Oxfam)
- 1982 - Yawar Fiesta (Película Basada en la Obra Literaria de José María Arguedas)
- 1984 - Mountain Music of Peru (Documental Norteamericano sobre la Música del Ande Peruano, Dirigido por John Cohen)
- 2000 - Lágrimas de Wuayronco (Documental Español)
- 2004 - Altiplano (Película Peruana-Francesa)
- 2012 - Sigo siendo
- 2018 - Come Back to Ishua (Documental Dirigido por Martin Lienhard)